# Église Saint-André d'Annemasse
L'église Saint-André d'Annemasse, est une église catholique française, située dans le département de la Haute-Savoie, dans la commune d'Annemasse. L'église est l'un des plus anciens monuments de la ville et l'une des plus anciennes des pays de Savoie

## Historique
Une première église est construite au VIe siècle par Avit de Vienne à l'emplacement d'un ancien temple romain. Annemasse est alors le siège d'un décanat du diocèse de Genève. À partir de 1536 et jusqu'à la fin du XVIe siècle, les bernois occupent le territoire et l'église est plusieurs fois reconstruite. En septembre 1597, François de Sales assiste à la dévotion des Quarante-Heures de prières qui marque le retour de la pratique catholique. 
Le clocher de l’église est tronqué au cours de la Révolution française puis est reconstruit en 1812. Un projet de restauration est évoqué en 1841 mais n'aboutit pas. En 1860 l'édifice est remplacé par une construction dans le style néogothique, alors très apprécié, construite à quelques mètres de la précédente. Elle est bénie à la fin du mois de novembre 1869 comme mentionné sur le porche de l'église. Le clocher de l'église, doté d'une flèche, culmine a 32 mètres, est achevé en 1867. 
L'église est restaurée en 1956 puis 1998 et son parvis fait l'objet d'un réaménagement complet entre 2019 te 2022,.

## Description

### Orgue
L'orgue de l'église Saint-André a été construit en 1875 par le facteur Joseph Merklin. Il comporte 7 jeux, dont 3 divisés en "basses" et "dessus" (soit un total 10 registres).

### Cloches
Trois cloches sont livrées par Claude Paccard en 1820 puis installées et consacrées dans le clocher qui vient d'être reconstruit après la Révolution française. Elles portent l'inscription : « Quintal le 28 novembre 1820 en la maison Paccard et fils par le maître Louis Frerejean de Lyon »,. Le mécanisme est électrifié en 1949.
| Nom                    | Poids  | Diamètre | Parrain                             | Marraine                                                                            |
| ---------------------- | ------ | -------- | ----------------------------------- | ----------------------------------------------------------------------------------- |
| Ad majorem del Gloriam | 760 kg | 103 cm   | Pierre Renand (notaire à Annemasse) | Noble Fanchette Desseissel (veuve de Gaspard-Henri Boccard)                         |
| -                      | 380 kg | 86 cm    | Charles Mermier (syndic d'Ambilly)  | Claudine-Philiberte Jacquemard (veuve de Jean-Baptiste Frarin, magistrat de sûreté) |
| -                      | 225 kg | 72 cm    | Louis Blanc (syndic)                | Marie-Marguerite Frarin (épouse de Joseph Pérréard, notaire à Annemasse)            |

En 1956, ces trois cloches sont refondues à Annecy-le-Vieux par les descendants de ce dernier et augmentées en poids :
| Nom             | Poids  | Diamètre | Dédicataire              | Note |
| --------------- | ------ | -------- | ------------------------ | ---- |
| Marie-Andrée    | 950 kg | 112,3 cm | Saint André              | Fa3  |
| Marie-Françoise | 550 kg | 95 cm    | Saint François de Sales  | La♭3 |
| Marie-Jeanne    | 380 kg | 84,5 cm  | Sainte Jeanne de Chantal | Si♭3 |

## Sources et références
1. 1 2 3 4 5 6 7  « Annemasse – Eglise Saint-André », sur Les Cloches Savoyardes, 5 juillet 2014.
2. ↑  Vincent Metral, « L'église de Saint-André est l'une des plus anciennes des Pays de Savoie », Le Dauphiné,‎ 19 mai 2023, p. 10.
3. ↑  « Annemasse : un nouveau visage pour le parvis de l’église Saint-André », sur Le Messager, 10 août 2022.
4. ↑  « Un parvis rénové pour Saint-André », sur Le Dauphiné libéré, 28 novembre 2022.
5. 1 2  Gilbert Taroni, « L'histoire des trois cloches de l'église Saint-André », sur Le Dauphiné libéré, 30 avril 2023.